# Apiophora rubrocincta
Apiophora rubrocincta is een vliegensoort uit de familie Mydidae. De wetenschappelijke naam van de soort is, geplaatst in het geslacht Mydas, voor het eerst geldig gepubliceerd in 1852 door Blanchard.
De soort komt voor in Chili.